# Dasyatis longa
Dasyatis longa е вид хрущялна риба от семейство Dasyatidae.

## Разпространение
Видът е разпространен в Гватемала, Еквадор (Галапагоски острови), Колумбия, Коста Рика, Мексико (Гереро, Долна Калифорния, Колима, Мичоакан, Наярит, Оахака, Синалоа, Сонора, Халиско и Чиапас), Никарагуа, Панама, Салвадор и Хондурас.